# Некипелов Віктор Олександрович
Віктор Олександрович Некипелов (29 вересня 1928, Харбін — 1 липня 1989, Париж) — російський поет і публіцист, правозахисник, учасник дисидентського руху, член Московської Гельсінської групи. За освітою — лікар-фармацевт.

## Життєпис
Народився у місті Харбін (КНР) у сім'ї працівників Китайської східної залізниці. Переїхав з матір'ю до СРСР у 1937 р. У 1939 р. мати була заарештована і померла, перебуваючи в ув'язненні. У 1950 р. з відзнакою закінчив Омське військово-медичне училище. У 1960 р., також з відзнакою, закінчив військово-фармацевтичний факультет Харківського медичного інституту. У 1969 р. заочно закінчив Літературний інститут ім. Горького.
У 1960-ті жив в Україні (в Ужгороді та Умані), працював фармацевтом та завідувачем аптеки. У 1966 р. в Ужгороді видано збірку його віршів «Между Марсом и Венерой» («Між Марсом та Венерою»), надалі друкувався в самвидаві. Автор віршів, прози, перекладів. Радянські видавництва відмовлялися публікувати його твори з ідеологічних міркувань.
З середини 1960-х Некипелов під впливом колишніх ув'язнених сталінських таборів К. Олицької та Н. Суровцевої, які жили в Умані, встав на шлях духовного протистояння режиму. У серпні 1968 р. він разом із дружиною виготовив та розкидав в Умані листівки, в яких висловлювався протест проти введення військ до Чехословаччини (авторів листівок не знайшли). Почав спілкуватися з московськими та українськими правозахисниками, що привернуло до нього увагу КДБ. У 1970 р. Некипелова звільнили з роботи.
У 1970—1974 рр. завідував аптеками у Сонячногірську (Московська область), потім в Камешково (Володимирська область). Зазнавав постійних обшуків і допитів.
У липні 1973 р. Некипелова заарештували. У травні 1974 р. був засуджений Володимирським обласним судом за статтею 190.1 КК РРФСР до 2 років ув'язнення за поширення антирадянських матеріалів, зокрема «Хроніки поточних подій», та власних віршів. Під час слідства був направлений на судово-психіатричну експертизу до Володимира, де було винесено висновок про можливу наявність у нього млявої шизофренії, потім — до Інституту Сербського, де перебував з 15 січня по 15 березня 1974 р. і був визнаний психічно здоровим. Рік пробув у колонії загального режиму під Володимиром. Звільнився в липні 1975 р., повернувся до Камешкова, працював лікарем-лаборантом.
Після арешту і особливо після звільнення Некипелова багато його творів було опубліковано у російських зарубіжних видавництвах; деякі його роботи читалися у передачах західного радіо. У 1975—1979 рр. брав дуже активну участь у правозахисному русі. Підписав багато правозахисних документів, став відомим автором самвидаву. Про своє перебування на експертизі в Інституті Сербського розповів у книзі «Институт дураков» («Інститут дурнів») (1976). У співавторстві з О. П. Подрабінеком написав книгу «Из желтого безмолвия» («З жовтої безмовності», 1975) про каральну психіатрію в СРСР. Автор нарисів «Опричнина 77», «Опричнина 78», «Опричнина 79», «Кладбище побежденных» («Цвинтар переможених»), «Сталин на ветровом стекле» («Сталін на вітровому склі») та багатьох інших. Був упорядником збірки «Опричнина-78 продолжается» («Опричнина-78 продовжується») спільно з Т. С. Осиповою. Тексти Некипелова публікувалися в емігрантському журналі «Континент», в московському самвидавницькому журналі «Поиски» («Пошуки»).
У 1977 р. прийнятий до французького відділення ПЕН-клубу. З того ж року — член Московської Гельсінської групи, брав активну участь у її роботі. Допомагав багатьом людям, що зверталися до нього, у тому числі робітникам, інвалідам. Чимало зробив для захисту робітників М. Кукобаки, Е. Кулешова, Є. Бузинникова, які були заарештовані у 1978 р. (нариси Некипелова на їхній захист читалися по західному радіо). Учасник створення Групи із захисту прав інвалідів у СРСР.
У березні 1977 р. подав заяву про виїзд із СРСР, відповіді на яку від влади не отримав, потім — заяву з відмовою від радянського громадянства. Понад два роки продовжував боротьбу за виїзд із Радянського Союзу, звертаючись із цього приводу до радянських та міжнародних інстанцій.
Знову був заарештований у грудні 1979 р. У червні 1980 р. засуджений за статтею 70, частину 1 КК РРФСР (антирадянська агітація та пропаганда) до 7 років позбавлення волі в таборі суворого режиму та 5 років заслання. Термін відбував у пермських політичних таборах та у Чистопольській в'язниці. Брав участь у боротьбі політичних ув'язнених за свої права, пересилав на свободу листи протесту, часто зазнавав покарань. В ув'язненні Некипелов важко захворів.
З грудня 1986 р. перебував у засланні в селищі Абан Красноярського краю. 20 березня 1987 р. був звільнений у рамках горбачівської кампанії з помилування політв'язнів. Після звільнення відразу ж подав заяву про виїзд із СРСР. У вересні 1987 р. разом із дружиною поїхав до Франції.
Помер у 1989 р., похований на Валантонському цвинтарі поблизу Парижа.

## Нагороди
- Офіцер Ордена Хреста Витязя (8 січня 2003 року, Литва, посмертно).

## Твори

### Поезія
- Между Марсом и Венерой. — Ужгород: Карпаты, 1966. — 78 с.
- Стихи. — Париж: La Presse Libre, 1991. — 224 с.
- Стихи: Избранное. — Бостон: Мемориал, 1992. — 108 с.

### Публіцистика
- Из жёлтого безмолвия. 1975 (в соавторстве с А. Подрабинеком).
- Institute of Fools. New York: Farrar Straus Giroux, 1980.
- Некипелов В. А. Институт дураков — Барнаул: Изд-во организации «Помощь пострадавшим от психиатров», 2005..